# Back to the Future Part III (videogioco)
Back to the Future Part III, anche noto come Back to the Future III, è un videogioco d'azione di genere misto basato sul film Ritorno al futuro - Parte III, pubblicato nel 1991 per Amiga, Amstrad CPC, Atari ST, Commodore 64, DOS, Sega Master System, Sega Mega Drive e ZX Spectrum. Tutte le conversioni del titolo sono più o meno identiche nel funzionamento e sono composte da parti di genere differente, spesso con componenti sparatutto. Il gioco è stato sviluppato dalla Probe Software e pubblicato dalla Image Works; la versione nordamericana per Mega Drive fu pubblicata dalla Arena Entertainment, allora un marchio della Mirrorsoft.
Il titolo è differente dal videogioco Back to the Future Part II & III pubblicato in precedenza per NES. Fu preceduto direttamente da Back to the Future Part II, uscito circa per le stesse piattaforme, e seguito da Super Back to the Future Part II per Mega Drive, entrambi dedicati al precedente film di Ritorno al futuro.

## Trama
Il gioco è liberamente ispirato a quattro scene del film, dove Marty McFly e Doc Brown hanno viaggiato nel tempo fino al 1885 nel West.
- Doc al galoppo di un cavallo deve salvare Clara Clayton che a bordo del suo calesse impazzito rischia di finire in un dirupo. Lungo la corsa nel paesaggio arido, Doc attraversa anche una gola e la cittadina, e finisce in mezzo a sparatorie contro gli indiani e contro i banditi.
- Marty, a una festa di paese di Hill Valley, deve sparare ai bersagli del tiro a segno di Colt.
- Marty, sempre alla festa, si scontra con gli uomini di Buford Tannen e alla fine contro lo stesso Buford. Li combatte lanciandogli i vassoi rotondi della festa.
- Marty percorre un treno a vapore in corsa, dalla coda alla testa, dove si trova la DeLorean che dev'essere spinta ad alta velocità per poter viaggiare nel tempo e tornare al presente.

## Modalità di gioco
Il videogioco si suddivide in quattro livelli con meccaniche di gioco completamente diverse tra loro. I titoli sono tratti dal manuale italiano (a video non compare alcun titolo).
- L'inseguimento del calesse - Il giocatore controlla Doc al galoppo di un cavallo, in due fasi distinte che si alternano due volte.
  - La prima e terza fase sono a scorrimento orizzontale. Il cavallo, inquadrato di lato, galoppa costantemente e Doc può farlo saltare, abbassarsi sulla sella, e sparare con la pistola a destra e sinistra. Ci sono ostacoli a terra da saltare e ostacoli volanti, come accette indiane e bagagli caduti dal calesse, da schivare in vari modi. Si può sparare ad alcuni ostacoli volanti e a indiani che sopraggiungono da dietro. Alcuni oggetti innocui persi da Clara si possono raccogliere da terra per il punteggio.
  - La seconda e quarta fase (la gola e la cittadina) sono sparatutto a scorrimento verticale continuo, con vista dall'alto. Qui si possono controllare i movimenti del cavallo in tutte le direzioni e sparare in tutte le direzioni. Vanno evitati ostacoli sul terreno e proiettili avversari; si può sparare a indiani e banditi, ma si deve evitare di colpire la cavalleria statunitense.
- Il tiro a segno - Il giocatore controlla Marty, e deve sparare a dei bersagli nel tempo limite. L'inquadratura è in prima persona fissa sul bancone della fiera, dove passano bersagli mobili. La mano con la pistola e relativo mirino si possono spostare in modo continuo in orizzontale, mentre lo spostamento verticale del mirino è a tre altezze predefinite.
- Torte in faccia - Il giocatore controlla Marty in uno sparatutto con visuale isometrica fissa sulla piazza del paese. Marty può muoversi di lato e lanciare vassoi in varie direzioni, con traiettoria curvabile. I nemici sono banditi che sbucano dagli edifici e sparano. La scorta di vassoi trasportati è limitata, ma si può ricaricare tutte le volte che si vuole andando alla tavola imbandita.
- Il treno - Il giocatore controlla Marty nel suo percorso a piattaforme sopra il treno, a scorrimento orizzontale verso sinistra. Marty può saltare, salire scalette, lanciare ancora vassoi, dare pugni, accovacciasi e rotolare. Sul treno ci sono banditi che lanciano coltelli e macchinisti ostili, nonché oggetti volanti pericolosi e sbuffi di vapore sulla locomotiva. Si devono raccogliere i ciocchi che faranno aumentare la velocità del treno del necessario perché la DeLorean possa effettuare il salto nel tempo, e infine bisogna raggiungere l'auto in testa al treno.

Nella versione Sega Master System manca il livello del tiro a segno.

## Accoglienza
Back to the Future Part III ricevette numerose recensioni dalla stampa dei suoi tempi, con giudizi complessivi molto variabili. I sottogiochi che lo compongono erano spesso considerati divertenti, ma per alcune riviste erano carenti di originalità. La più apprezzata, in media, fu probabilmente la versione per ZX Spectrum.
In retrospettiva, Retro Gamer ricorda il gioco in modo molto negativo, dedicandogli una rubrica Retro Shamer, in particolare per essere troppo corto e troppo difficile.